# Либерти (округ, Монтана)
Округ Либерти (англ. Liberty County) располагается в штате Монтана, США. Официально образован в 1919 году. По состоянию на 2010 год, численность населения составляла 2339 человек.

## География
По данным Бюро переписи США, общая площадь округа равняется 3 747,734 км2, из которых 3 703,704 км2 суша и 44,030 км2 или 1,200 % это водоёмы.

## Климат
В городе Честере полузасушливый климат с длинной, холодной, сухой зимой и коротким, жарким, более влажным летом, который, согласно системе классификации климатов Кёппена, на климатических картах сокращённо обозначается аббревиатурой «BSk». Этот тип полузасушливого климата представляет собой сухую континентальную разновидность с температурами, аналогичными более влажным климатам, хотя и с меньшим количеством осадков.

## Население
По данным переписи населения 2000 года в округе проживает 2 158 жителей в составе 833 домашних хозяйств и 583 семей. Плотность населения составляет 1,00 человек на км2. На территории округа насчитывается 1 070 жилых строений, при плотности застройки менее 1,00-го строения на км2. Расовый состав населения: белые — 99,21 %, афроамериканцы — 0,09 %, коренные американцы (индейцы) — 0,32 %, азиаты — 0,09 %, гавайцы — 0,00 %, представители других рас — 0,28 %, представители двух или более рас — 0,00 %. Испаноязычные составляли 0,19 % населения независимо от расы.
В составе 30,40 % из общего числа домашних хозяйств проживают дети в возрасте до 18 лет, 62,70 % домашних хозяйств представляют собой супружеские пары проживающие вместе, 5,60 % домашних хозяйств представляют собой одиноких женщин без супруга, 29,90 % домашних хозяйств не имеют отношения к семьям, 27,90 % домашних хозяйств состоят из одного человека, 14,00 % домашних хозяйств состоят из престарелых (65 лет и старше), проживающих в одиночестве. Средний размер домашнего хозяйства составляет 2,51 человека, и средний размер семьи 3,11 человека.
Возрастной состав округа: 25,80 % моложе 18 лет, 5,80 % от 18 до 24, 24,70 % от 25 до 44, 24,10 % от 45 до 64 и 24,10 % от 65 и старше. Средний возраст жителя округа 42 лет. На каждые 100 женщин приходится 97,10 мужчин. На каждые 100 женщин старше 18 лет приходится 93,60 мужчин.
Средний доход на домохозяйство в округе составлял 30 284 USD, на семью — 37 361 USD. Среднестатистический заработок мужчины был 23 158 USD против 16 579 USD для женщины. Доход на душу населения составлял 14 882 USD. Около 19,00 % семей и 20,30 % общего населения находились ниже черты бедности, в том числе — 28,90 % молодежи (тех, кому ещё не исполнилось 18 лет) и 15,50 % тех, кому было уже больше 65 лет.